# Future History
 (septembre 2014).
Si vous disposez d'ouvrages ou d'articles de référence ou si vous connaissez des sites web de qualité traitant du thème abordé ici, merci de compléter l'article en donnant les références utiles à sa vérifiabilité et en les liant à la section « Notes et références ».
Albums de Jason Derulo
Jason Derülo
(2010) Tattoos
(2013)
Singles
1. Don't Wanna Go Home
Sortie : 10 mai 2011
2. It Girl
Sortie : 9 aout 2011
3. Breathing
Sortie : 24 octobre 2011
4. Fight for You
Sortie : 2 décembre 2011
5. Undefeated
Sortie : 22 mai 2012
6. Pick Up the Pieces
Sortie : 9 aout 2012

Future History  est le deuxième album studio de l'artiste américain de R&B Jason Derülo, a été publié le 19 septembre 2011.
La sortie de l'album a été précédé par la sortie de son premier single, Don't Wanna Go Home, qui a fait ses débuts au numéro un au Royaume-Uni. It Girl a été publié comme deuxième single de l'album le 9 août 2011.

## Contexte et enregistrement
Jason Derulo a détaillé son voyage d'enregistrement de l'album via une série de webisodes qui ont été affichées sur son site officiel, tous les vendredis. Lors d'une interview avec le magazine Rap-Up en mai 2011, Jason Derulo a déclaré que « l'album a été un tas de réinventions... J'ai vécu tant de choses dans ces deux dernières années. Quand j'ai enregistré mon premier disque j'avais 19 ans et maintenant j'ai 21 ans ». Il a également dit qu'il a montré plus d'un côté avec l'album, en déclarant: « Il y a des chansons sur l'album qui sont profondément émotives, très vulnérables, juste toutes sortes de choses. » Derulo a parlé davantage de l'album dans une interview avec le magazine Billboard, en déclarant: « Je tiens à écrire de la musique en fonction de qui je suis, et cet [Album] est bien différent du  premier. Avec la première piste, Derulo a déclaré qu'il l'a enregistré alors qu'il était « ivre », parce que c'est juste ce qu'il était à ce moment. Moi étant sobre j'aurais tout simplement pas été le même, parce qu'à ce moment c'est ce que je ressentais et comment je voulais le dire, c'est exactement la façon dont il est censé être déclaré. »
Lors d'une tournée promotionnelle au Royaume-Uni, Derulo dit à 4Music que l'album a été le plus grand accomplissement de sa vie : « Je n'ai jamais été plus excité par quelque chose. J'ai mis beaucoup de sang, de sueur et de larmes dans ce dossier. » Il a ajouté que « C'est plus la croissance que rien. J'ai grandi plus dans ces deux dernières années que j'ai grandi dans ma vie tout entière ». Derulo aurait enregistré 150 chansons pour l'album. Dans une interview avec le Daily Telegraph, Derulo a déclaré que Future History reflète son désir de longévité dans le monde de la musique. « Je voudrais que ma musique pour vivre après moi... Je veux que ma musique soit ce qui est dans les livres d'histoire à l'avenir. »

## Sortie et promotion
La couverture officielle de l'album a été révélée le 1er août 2011, le jour même la sortie américaine a été révélée. Le 4 août 2011, Derulo a sorti It Girl et Don't Wanna Go Home sur America's Got Talent. Il a également chanté Don't Wanna Go Home au Teen Choice Awards 2011, le 7 août 2011. Il portait une veste en cuir noir, un t-shirt, un jeans moulant et des gants en cuir noir ; Jason Derulo a interprété la chanson avec une troupe de danseurs, tandis qu'un écran géant projetait son nom en lettres d'or pailleté, a été montré sur le fond de scène.

## Liste des pistes
| No  | Titre               | Producer(s)                                    | Durée |
| --- | ------------------- | ---------------------------------------------- | ----- |
| 1.  | Don't Wanna Go Home | The Fliptones, Tim Roberts*, Heather Jeanette* | 3:26  |
| 2.  | It Girl             | Emanuel "Eman" Kiriakou                        | 3:12  |
| 3.  | Breathing           | DJ Frank E                                     | 3:54  |
| 4.  | Be Careful          | J.R. Rotem, Kelly^                             | 3:34  |
| 5.  | Make It Up as We Go | The Fliptones, Desrouleaux*                    | 3:10  |
| 6.  | Fight for You       | RedOne, BeatGeek, Geo Slam                     | 4:02  |
| 7.  | Pick Up the Pieces  | J.R. Rotem, JD Walker*                         | 3.34  |
| 8.  | Givin' Up           | The Fliptones                                  | 3:50  |
| 9.  | Bleed Out           | DJ Frank E                                     | 4:08  |
| 10. | That's My Shhh      | Carlos "Los" McKinney, Nash, Pat Thrall^       | 4:21  |
| 11. | X                   | The Fliptones, The Outerlimits                 | 3:32  |
| 12. | Dumb                | J.R Rotem, Romano*                             | 3:50  |

| 13. | Overdose      | The Fliptones | 3:19 |
| 14. | Give It to Me | The Fliptones | 3:24 |

| 13. | Bombs Away                                   |  |      |
| 14. | Don't Wanna Go Home (Club Junkies Radio Mix) |  | 3:42 |
| 15. | Don't Wanna Go Home (7th Heaven Club Mix)    |  | 7:54 |

(*) coproducteur 

(^) producteur vocal
Notes
- The CD deluxe edition is an autographed copy of Future History, and contains the music videos for "Don't Wanna Go Home" and "It Girl". * The merchandise edition contains, a button set, poster, 2x silicone wristbands and three sticker sheets[3].

Sample credits
- "Don't Wanna Go Home" interpolates "Day-O (The Banana Boat Song)" and "Show Me Love".
- "Breathing" contains elements of "Pilentze Pee", written by Krassimir Tsvetano Kurkchiyski, Shope Trad and Folksong Thrace.
- "Make It Up as We Go" samples "A City Under Siege", performed by Boy 8-Bit.
- "Fight for You" contains an interpolation of "Africa", written by David F. Paich and Jeffrey T. Porcaro.
- "Pick Up the Pieces" contains an interpolation of "Open Your Eyes".

## Singles
"Don't Wanna Go Home" a été envoyé le 10 mai 2011 à "contemporary hit radio" et publié comme premier single de l'album le 20 mai 2011 sur iTunes.  Les échantillons des chansons "Show Me Love" de Robin S. et intègre[Quoi ?] une interpolation de "Day-O (Le Banana Boat Song)" par Harry Belafonte. Le clip de ce morceau a été diffusion en première mondiale sur MTV le 25 mai 2011.
"Don't wanna go home" atteint le top 10 dix  en Australie, en Autriche, au Canada, et en Irlande. Il a été au top 20 au Danemark, en Nouvelle-Zélande, l'Espagne et les États-Unis.
"It Girl" est sorti en téléchargement numérique le 9 août 2011, comme deuxième single de l'album. La chanson en première ligne sur YouTube Derulo compte-rendu officiel le 29 juillet, 2011. Il a été envoyé à la radio succès contemporains aux États-Unis le 16 août 2011.
"Breathing" est le troisième single de l'album, il est sorti le 24 octobre 2011.

## Certifications
| Pays                  | Certification | Unités certifiées |
| --------------------- | ------------- | ----------------- |
| Australie (ARIA)      | Or            | 35 000            |
| Canada (Music Canada) | Or            | 40 000            |
| États-Unis (RIAA)     | Or            | 500 000           |
| Royaume-Uni (BPI)     | Or            | 100 000           |